# Natężenie pola magnetycznego
Natężenie pola magnetycznego – wielkość wektorowa charakteryzująca pole magnetyczne, w ogólnym przypadku określana z użyciem prawa Ampère’a wzorem:
{\displaystyle \oint \limits _{C}\mathbf {H} \cdot \mathrm {d} \mathbf {l} =I,}
gdzie:
{\displaystyle \mathbf {H} } – natężenie pola magnetycznego,
{\displaystyle I} – prąd przepływający przez dowolną powierzchnię rozpiętą na zamkniętym konturze {\displaystyle C.}
Jego jednostką w układzie SI jest A/m (amper na metr).
Natężenie pola magnetycznego nie zależy od właściwości magnetycznych środowiska. W materiałach anizotropowych i bezstratnych, czyli niewykazujących pętli histerezy, wektory natężenia pola magnetycznego i indukcji magnetycznej mają ten sam zwrot i kierunek. W materiałach nieliniowych wykazujących pętlę histerezy (np. ferromagnetykach) wektor indukcji może mieć inny kierunek lub zwrot ze względu na energię anizotropii, indukowane prądy wirowe itp. Wartość kąta zawartego między wektorem natężenia pola i indukcji magnetycznej jest w pewnym sensie miarą strat mocy występujących w takim materiale.
Natężenie pola magnetycznego jest wielkością charakteryzującą pole magnetyczne niezależną od własności materiału – wartością zależną jest natomiast indukcja magnetyczna.

## Nazwa
Historycznie termin pole magnetyczne jest zarezerwowany dla wielkości oznaczonej przez {\displaystyle \mathbf {H} .} Analogicznie do natężenia pola elektrycznego, termin natężenie pola powinien oznaczać wielkość zależną od właściwości materiału/środowiska (a niezależną od źródła ładunku lub prądu elektrycznego), w którym istnieje pole – w tym przypadku {\displaystyle \mathbf {B} .} Wielkość {\displaystyle \mathbf {B} } jest podstawową wielkością elektromagnetyczną (tak, jak {\displaystyle \mathbf {E} }), a {\displaystyle \mathbf {H} } i {\displaystyle \mathbf {D} } są wielkościami „pomocniczymi”. W najnowszych podręcznikach fizyki wielkość {\displaystyle \mathbf {B} } nazywa się polem magnetycznym, a {\displaystyle \mathbf {H} } – natężeniem pola magnetycznego {\displaystyle \mathbf {H} .}

## Związek z indukcją magnetyczną
Między indukcją magnetyczną {\displaystyle \mathbf {B} } a natężeniem pola magnetycznego {\displaystyle \mathbf {H} } zachodzi relacja:
{\displaystyle \mathbf {B} =\mu \mathbf {H} ,}
gdzie:
{\displaystyle \mu } – przenikalność magnetyczna ośrodka, wyrażona w henrach na metr.
Oznacza to, że indukcja magnetyczna wewnątrz ciała równa jest natężeniu pola magnetycznego poza ciałem, pomnożonemu przez współczynnik przenikalności magnetycznej materiału.
W ogólnym przypadku przenikalność magnetyczna jest tensorem, a w przypadku materiałów liniowych liczbą (skalarem). Dla ośrodków nieliniowych przenikalność magnetyczna nie jest stałą, lecz funkcją, a w przypadku niektórych materiałów ma histerezę.

## Dla cewki
Dla każdej cewki, dla której długość jest dużo większa niż jej średnica, natężenie pola magnetycznego w środku geometrycznym cewki wynosi:
{\displaystyle H={\frac {N\cdot I}{l}},}
gdzie:
{\displaystyle H} – natężenie pola [A/m = N/Wb],
{\displaystyle N} – liczba zwojów cewki (wielkość bezwymiarowa),
{\displaystyle I} – natężenie prądu elektrycznego płynącego przez cewkę [A],
{\displaystyle l} – długość cewki [m] (w tym przypadku równoznaczna z długością drogi magnetycznej).